# David Slade
David Slade   (Regne Unit, 26 de setembre de 1969) és un director i actor de cinema i televisió britànic. Els seus treballs inclouen les pel·lícules Hard Candy, 30 dies de foscor i Eclipsi. Slade també és director de televisió, dirigint episodis de Breaking Bad, Awake, Hannibal, Crossbones, Powers, American Gods  i Black Mirror. Abans de ser director de cinema, Slade va ser director d'anuncis i vídeos musicals.

## Vida i carrera
Va començar la seva carrera fent vídeos musicals amateurs per a bandes locals al sud d'Anglaterra. Va fer processar les seves pel·lícules per una dona gran que va desenvolupar pel·lícules súper 8 barates a la seva banyera. El seu primer treball professional va ser dirigir un anunci per al videojoc Silent Hill, per al mercat anglès. El seu primer llargmetratge, Hard Candy, va ser llançat l'any 2005 per Lions Gate Entertainment, que va comprar la pel·lícula independent al Festival de Cinema de Sundance. Va dirigir la pel·lícula de vampirs 30 dies de foscor el 2007. Slade va dirigir Eclipsi, tla tercera pel·lícula de la sèrie de pel·lícules Crepuscle.
En una publicació de Twitter, Slade va enumerar les seves pel·lícules preferides com Performance, Der Himmel über Berlin, 2001: una odissea de l'espai, La taraonja mecànica, i Possessió. Slade també atribueix la Performance com la seva principal inspiració per convertir-se en director de cinema.

## Treballs
Llargmetratges
- Hard Candy (2005)
- 30 dies de foscor (2007)
- Eclipsi (2010)
- Nightmare Cinema (2018) (segment: This Way to Egress)
- Black Mirror: Bandersnacht (2018)
- Dark Harvest (2023)

Videoclips
- Scheer's "Wish You Were Dead"
- Beaumont Hannant's "Utuba"
- DJ Hooligan's "Rave Nation"
- Speedy J's "Symmetry" (peça de vídeo animat titulada "Corpus Porpoise Posthumous Non Polhemus")
- EMF's "Bleeding You Dry"
- Aphex Twin's "Donkey Rhubarb"
- Collapsed Lung's "Eat My Goal"
- LFO's "Tied Up"
- C. J. Bolland's "Sugar Is Sweeter"
- Babybird's "If You'll Be Mine"
- DJ Rap's "Good to Be Alive" (versió original UK)
- 3 Colours Red's "Beautiful Day"
- Apollo 440's "Stop the Rock"
- Stone Temple Pilots' "Sour Girl"
- OPM's "Heaven Is a Halfpipe"
- Maxim's "Carmen Queasy"
- P.O.D.'s "School of Hard Knocks"
- Stereophonics' "Mr. Writer"
- Muse "New Born"
- Muse "Bliss"
- Muse "Hyper Music"
- Muse "Feeling Good"
- Tori Amos' "Strange Little Girl"
- David Gray's "This Year's Love"
- System of a Down's "Aerials"
- The Music's "Take the Long Road and Walk It"
- Rob Dougan's "Clubbed to Death"
- Starsailor's "Poor Misguided Fool"
- AFI's "Girl's Not Grey"
- Turin Brakes' "Pain Killer"
- The Killers' "Goodnight, Travel Well" per UNICEF en conjunt amb MTV EXIT

Curtmetratges
- I Smell Quality (1994)
- Do Geese See God? (2004)
- MEATDOG: What's Fer Dinner (2008)[8]

Sèries de televisió
- Breaking Bad
  - Episodi 4.03 – "Open House"
- Awake
  - Episodi 1.01 – "Pilot"
- Hannibal
  - Episodi 1.01 – "Apéritif"
  - Episodi 1.03 – "Potage"
  - Episodi 1.13 – "Savoureux"
  - Episodi 2.11 – "Kō No Mono"
  - Episodi 2.13 – "Mizumono"
- Crossbones
  - Episodi 1.01 – "The Devil's Dominion"
- Powers
  - Episodi 1.01 – "Pilot"
  - Episodi 1.02 – "Like a Power"
- American Gods
  - Episodi 1.01 – "The Bone Orchard"
  - Episodi 1.02 – "The Secret of Spoons"
  - Episodi 1.03 – "Head Full of Snow"
- Black Mirror
  - Episodi 4.05 – "Metalhead"
  - Black Mirror: Bandersnacht (2018)
- Barkskins
  - Episodi 1.01 "New France"
  - Episodi 1.02 "The Turtle King"